# 張主蕙
張主蕙（1958年9月10日—）為台灣女性配音員，現已退出配音界。

## 人物介紹
- 20世紀90年代初曾在電視劇《新白娘子傳奇》為白素貞配音。
- 聲色清爽明亮，柔中帶剛，統一中又富有變化性。

## 配音作品
- 主要角色名稱以粗體顯示。
- 以下皆為國語配音。

### 台灣戲劇
1987年
- 《京華煙雲》：姚木蘭（趙雅芝飾）

1989年
- 《芙蓉鎮》：胡玉音（趙雅芝飾）

1992年
- 《新白娘子傳奇》：白素貞[1]

### 中國大陸電影
1993年
- 《東成西就》：三公主（林青霞飾）
- 《方世玉》：李小環（胡慧中飾）